# Пена (дворец)
Дворецът на Пена (на португалски: Palácio Nacional da Pena), или Дворец Пена, е дворец в град Синтра, Португалия.
Построен е по поръчка на Фернандо Втори през Средновековието. Ползван е като манастир. В началото на XIX век манастирът е ударен от мълния. Комплексът пострадва сериозно при голямото португалско земетресение през 1775 г.
Голяма част от двореца е възстановена от германски архитект в периода 1842 – 1854 г. Замъкът е бил собственост на португалския цар Фердинанд. От 1995 година дворецът е част от „Културен ландшафт на Синтра“ – обект от списъка на световното наследство на ЮНЕСКО.
- Дворецът през 1850 г.
- Дворецът през 2015 г.